# Luo Jialun
Luo Jialun (ur. 21 grudnia 1897 w Jinxian, w prowincji Jiangxi, zm. 25 grudnia 1969) – chiński historyk, pedagog, działacz polityczny i folklorysta. Jeden z przywódców Ruchu 4 Maja w 1919 roku.
W 1914 roku rozpoczął naukę w Publicznej Szkole Fudan w Szanghaju. Trzy lata później przeniósł się na Uniwersytet Pekiński. W 1919 roku brał udział w wystąpieniach pekińskich studentów, skierowanym przeciwko postanowieniom traktatu wersalskiego (tzw. Ruch 4 Maja). W 1920 roku wyjechał do Stanów Zjednoczonych, gdzie kontynuował naukę. W 1922 roku udał się na studia do Europy; kształcił się na uczelniach angielskich, niemieckich i francuskich.
We wrześniu 1928 roku został powołany na stanowisko rektora Uniwersytetu Tsinghua w Pekinie, który miesiąc wcześniej został przejęty przez narodowy rząd Kuomintangu. Luo zreorganizował uniwersytet i wprowadził znaczne reformy, np. przekształcając Uniwersytet Tsinghua w uniwersytet koedukacyjny z regularnym, czteroletnim programem nauczania, rezygnując przy tym z funkcji Uniwersytetu Tsinghua jako szkoły przygotowującej do nauki na uczelniach amerykańskich. Ze stanowiska rektora ustąpił w maju 1930 roku. W latach 1932–41 był rektorem Centralnego Uniwersytetu Narodowego w Nankinie.
Po uzyskaniu niepodległości przez Indie w 1947 roku został pierwszym ambasadorem Chin w tym kraju, którym pozostał do czasu uznania przez Delhi ChRL w roku 1949. Sam po zwycięstwie komunistów uciekł na Tajwan.